# Moskalenkî, Bohuslav
Moskalenkî (în ucraineană Москаленки) este o comună în raionul Bohuslav, regiunea Kiev, Ucraina, formată numai din satul de reședință.

## Demografie
Componența lingvistică a comunei Moskalenkî
     Ucraineană (96,72%)
     Rusă (3,28%)
Conform recensământului din 2001, majoritatea populației comunei Moskalenkî era vorbitoare de ucraineană (96,72%), existând în minoritate și vorbitori de rusă (3,28%).